# فرانک سوییفت
فرانک اسویفت (به انگلیسی: Frank Swift) بازیکن فوتبال زادهٔ ۲۴ دسامبر ۱۹۱۳ اهل انگلستان بود که سابقهٔ بازی در تیم ملی فوتبال انگلستان را در کارنامهٔ خود دارد. وی در تاریخ ۲۸ سپتامبر ۱۹۴۶ نخستین بازی ملی خود را در مقابل تیم ملی فوتبال ایرلند شمالی انجام داد و با حضور در ۱۹ بازی ملی، در تاریخ ۱۸ مه ۱۹۴۹ واپسین بازی ملی‌اش را در برابر تیم ملی فوتبال نروژ برگزار کرد.

## دوران ورزشی
سوییفت در سال 1933 به جمع آبی های شهر منچستر ملحق شد و اولین بازی خود را در سن 19 سالگی برای سیتیزن ها انجام داد.
فرانک سوییفت از نظر بازیکنان بزرگ آن زمان یک غول بود با دستان بزرگ که توپ ها را خوب دفع میکرد و از دروازه تیمش محافظت میکرد.فرانک 17 سال در منچسترسیتی حضور داشت که بعداز فرانک منچسترسیتی با برت تراوتمن افسانه‌ای قرارداد امضا کرد، فرانک سوییفت اما فقط 376 بازی برای سیتی انجام داد، دلیلش هم مشخص است چون چندین سال از دوران فوتبالش مصادف با جنگ جهانی دوم بود و در آن دوران فوتبال به صورت رسمی برگزار نمیشد.
او نخستین دروازه بانی بود که کاپیتان تیم ملی انگلیس شد و 19 بازی برای تیم ملی انگلیس انجام داد.
زندگی او کوتاه بود، فوریه 1958 و در سن 45 سالگی در سانحه هوایی مونیخ جان خود را از دست داد.او در این پرواز به عنوان خبرنگار حضور داشت.

## افتخارات

### همراه با منچسترسیتی
- لیگ سطح اول انگلستان: ۱۹۳۷
- جام حذفی انگلستان: ۱۹۳۴
- سوپرجام انگلستان: ۱۹۳۷

### افتخارات شخصی
- وارد شدن نام وی به تالار مشاهیر فوتبال انگلستان در سال ۲۰۰۵
- اسطوره های لیگ برتر انگلستان
- حضور در تیم منتخب تاریخ تیم ملی انگلستان (تیم سوم) از نگاه فدراسیون بین المللی تاریخ و آمار فوتبال
- سومین گلر انگلیسی برتر در قرن بیستم از نگاه فدراسیون بین المللی تاریخ و آمار فوتبال